# خايمي بلانش
خايمي بلانش (بالإسبانية: Jaime Blanch)‏ (و. 1940 – م) هو ممثل من إسبانيا . ولد في مدريد .

## روابط خارجية
- خايمي بلانش على موقع IMDb (الإنجليزية)
- خايمي بلانش على موقع ألو سيني (الفرنسية)
- خايمي بلانش على موقع أول موفي (الإنجليزية)
- خايمي بلانش على موقع قاعدة بيانات الأفلام السويدية (السويدية)
- خايمي بلانش على موقع قاعدة بيانات الفيلم (الإنجليزية)
- خايمي بلانش على موقع كينوبويسك (الروسية)